# Culicoides ornatus
Culicoides ornatus är en tvåvingeart som beskrevs av Taylor 1913. Culicoides ornatus ingår i släktet Culicoides och familjen svidknott. Inga underarter finns listade i Catalogue of Life.